# Danmarks Private Skoler - grundskoler og gymnasier
Danmarks Private Skoler - grundskoler og gymnasier (tidligere Danmarks Privatskoleforening) er en forening for frie og private grundskoler, gymnasier, hf- og studenterkurser fordelt over hele Danmark. Der er omkring 170 medlemsskoler, og der går ca. 70.000 elever på skolerne.
Medlemsskolerne har virksomhed indenfor et eller flere områder: vuggestue, børnehave, fritidsordning, grundskole, kostskole, international skole (eller afdeling), gymnasium, HF-kursus og studenterkursus.

## Historien
Danmarks Private Skoler- grundskoler & gymnasier har rødder i Danmarks Realskoleforening, der blev oprettet i 1891.
Foreningen og dens virke bygger på traditionerne fra realskolerne, pigeskolerne, de private eksamensskoler, købstædernes privatskoler, katolske skoler mv. ].
I dag rummer foreningen en mangfoldig skare af medlemsskoler med vidt forskellige historier og traditioner. Fælles for disse skoler er tydelige værdigrundlag og faglig profil, samt en ambition om at give de enkelte børn og elever så stærke ståsteder og muligheder for videre uddannelse som muligt.

## Formålet
Foreningen er en skoleorganisation, hvis formål er at varetage medlemsskolernes faglige, økonomiske, juridiske og pædagogiske interesser, samt varetage skolernes overordnede politiske interesser.
Danmarks Private Skoler - grundskoler & gymnasier er således en arbejdsgiver- og interesseorganisation med brede politiske, rådgivningsmæssige og kommunikative opgaver.
Foreningens øverste ledelse er en bestyrelse valgt af og blandt medlemsskolerne. Den daglige virksomhed udgår fra foreningens sekretariat, beliggende i København.
Foreningens formål er at kæmpe for retten til frit at kunne vælge skole efter holdninger og værdier som alternativ til den offentlige skole. Danmarks Private Skoler arbejder for at udvikle og styrke den frie skolesektor og den enkelte frie og private skole til gavn for såvel samfundet og sektoren som for den enkelte skole.